# Jeroen Paul Thesseling
Jeroen Paul Thesseling est un bassiste néerlandais, né le 13 avril 1971.

## Biographie

### Les débuts
Thesseling est l'un des très rares bassistes de death metal à jouer de la basse fretless. Il a commencé à jouer du violon à l'âge de six ans. Il a abandonné le violon en 1985 pour passer à la basse électrique, avant d'entrer en 1988 au Conservatoire d'Enschede, aux Pays-Bas.

### Carrière musicale
Il a fait partie, de 1992 et 1994, du groupe de death metal néerlandais Pestilence avec lequel il a enregistré l'album Spheres, aux influences jazz fusion, et fait une tournée en Europe. En 1994, Jeroen commence à jouer de la basse fretless à six cordes en autodidacte. Il a commencé dès 1995 à s'intéresser aux micro-intervalles et en a enrichi ses possibilités sonores. Il a enregistré depuis 2005 des morceaux avec l'Ensemble Salazhar, un projet de musique moderne, quelque part entre le jazz fusion et la world music. Jeroen a ensuite rejoint le groupe de death metal progressif allemand Obscura, fin 2007, avec lequel il a enregistré leur second album : Cosmogenesis, produit par Relapse Records et sorti en février 2009. Après avoir enregistré Omnivium avec Obscura en 2011, il quitte le groupe pour se consacrer entièrement à Pestilence, qu'il a rejoint en Octobre 2009 après une pause de 15 ans et enregistre leur sixième album studio Doctrine (2011). Depuis 2011, il joue des basses sans frettes à 7 cordes construites par le luthier allemand Warwick; ils sont enfilés avec un sous-contre-accord F # (F # 0 – B0 – E1 – A1 – D2 – G2 – C3). Fin 2014, il fonde le groupe de jazz fusion Salazh Trio avec le légendaire batteur / percussionniste cubain Horacio Hernández. Leur premier album Circulations est sorti en décembre 2017. En octobre 2019, il a fondé le groupe fusion-world-metal Quadvium avec son collègue bassiste sans frettes Steve Di Giorgio. En avril 2020, il a été révélé qu'il avait rejoint le groupe de death metal progressif allemand Obscura en tant que bassiste permanent après une interruption de neuf ans.

## Équipement

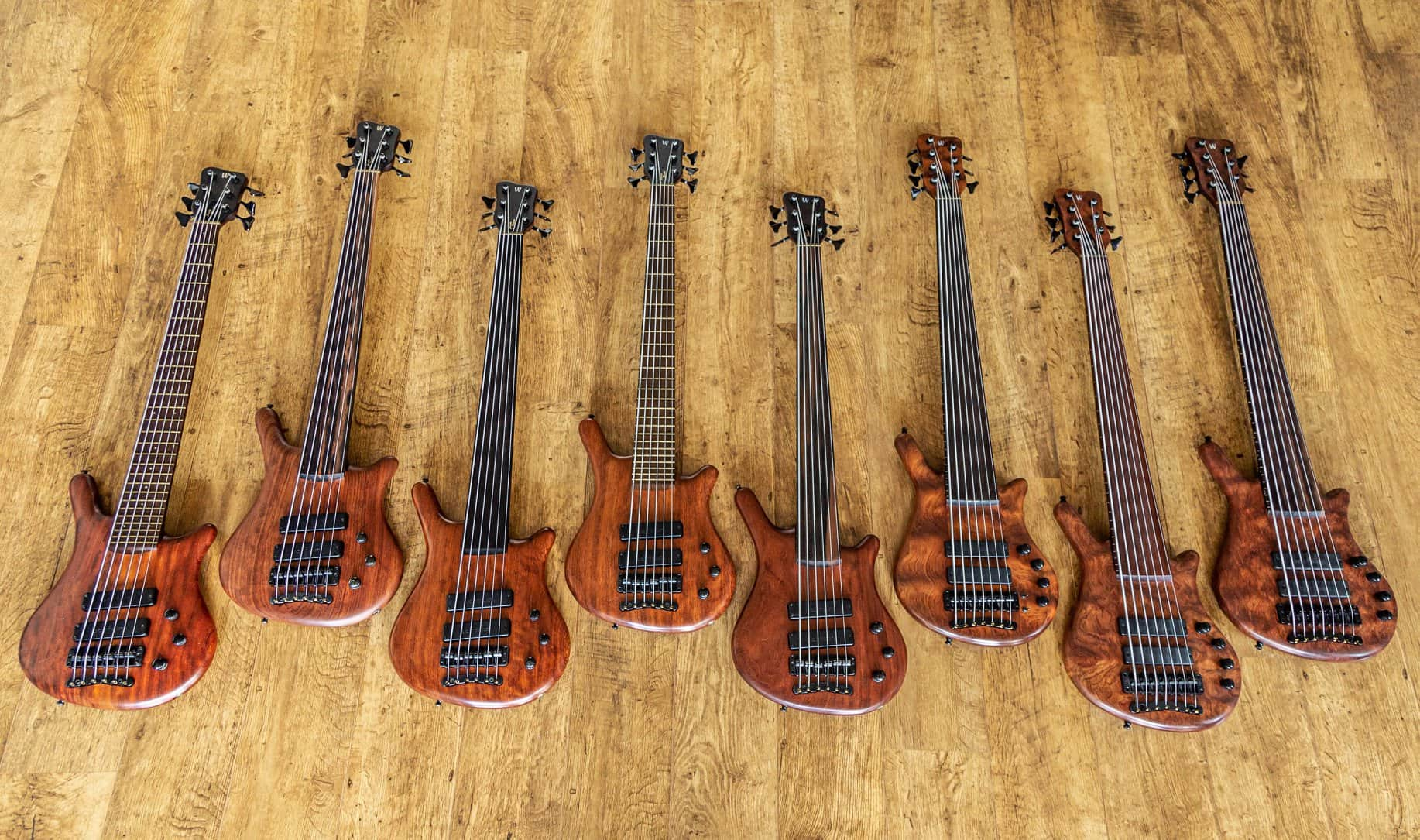
Warwick Thumb NT collection Jeroen Paul Thesseling

Il est endorsé par Warwick et possède trois Thumb NT 7 cordes custom accordée en F#0. Jeroen joue exclusivement à la série Warwick Thumb NT depuis 1993 et utilise des cordes Warwick Black Label.
Basses 7-cordes
- Warwick Thumb NT 7-string fretless ebony fingerboard (2017, custom shop)
- Warwick Thumb NT 7-string fretless snakewood fingerboard (2013, custom shop)
- Warwick Thumb NT 7-string fretless ebony fingerboard (2011, custom shop)

Basses 6-cordes
- Warwick Thumb NT6 fretless Macassar Ebony fingerboard (1993)
- Warwick Thumb NT6 fretless Ebony fingerboard (1991)
- Warwick Thumb NT6 Wenge fretboard (1991)
- Warwick Thumb NT6 fretless Asian Ebony fingerboard (1989)
- Warwick Thumb NT6 Wenge fretboard (1989)

Amplificateurs
- Warwick LWA 1000, WCA 115 CE LW cab, WCA 115 CE LW cab (gauche)
- Warwick LWA 1000, WCA 115 CE LW cab, WCA 115 CE LW cab (droite)

Matériel d'enregistrement
- Phoenix Audio DRSQ4 MkII dual channel preamp
- Aurora Audio GTQ2 MkIII dual channel preamp

## Discographie
Studio
- Sadist - Firescorched (2022, Agonia Records)
- Obscura – A Valediction (2021, Nuclear Blast)
- Salazh Trio - Circulations (2017)
- Obscura - Omnivium (2011)
- Pestilence - Doctrine (2011)
- MaYaN - Quarterpast (2011)
- Obscura - Cosmogenesis (2009)
- Pestilence - Spheres (1993)

Live
- Pestilence - Presence of the Past (2015)

Compilations
- Pestilence – Twisted Truth (2020, Warner Music Group)
- Pestilence – Prophetic Revelations (2018, Hammerheart Records)
- Pestilence – Reflections of the Mind (2016, Vic Records)
- Lange Frans – Levenslied (2012, TopNotch)
- Pestilence – Mind Reflections (1994, Roadrunner Records)

## Videographie
Vidéos musicales officielles
- Obscura - When Stars Collide (2021)
- Obscura - Devoured Usurper (2021)
- Obscura - A Valediction (2021)
- Obscura - Solaris (2021)
- Obscura – Anticosmic Overload (2009)
- Pestilence – Mind Reflections (1993)